# Płatew
Płatew – element konstrukcji dachu, układany równolegle do kalenicy dachu. Wyróżnia się płatwie kalenicowe, stropowe i pośrednie. 
Płatwie przenoszą obciążenia z płyt dachowych na poprzeczne układy nośne. Ich rozstaw i usytuowanie zależy od nośności elementów pokrycia dachowego oraz rozmieszczenia węzłów konstrukcji nośnej.